# 不堪佃田
不堪佃田（ふかんでんでん）とは、律令制下で、租や地子を輸すべき田であるにもかかわらず、その年には荒廃し、播種されなかった田地（荒田）を指す。

## 概要
班田収授法において、班年と班年の間には，班田図に登録されながらなんらかの事情で荒廃に帰した田地も生じた。これが「不堪佃田」であり、そのため、原則として次の班年には消滅するはずなのであり、本来は荒田と同義語ではない。しかし、10世紀以降、班田収授が行われなくなり、国々の田数が固定化・形式化するにつれ、不堪佃田の面積は諸国における荒廃田を示す数字と同じものと見なされるようになった。平安時代には、天災・逃亡により耕作ができなくなる公田は恒常的に存在し、国司は毎年、田の数を太政官に報告し、免租を受けている。これにより、国司が田租を着服し、私腹を肥やす一方で、荘園制により田租の納入および公出挙稲の割当を拒絶する傾向が強まったことをも示している。
国内の輸租田のうち10分の1が不堪佃田の場合を「例不堪」、10分の2以上を「過分不堪」といい、租の3分の2を免除されている。例不堪は地方政治の弛緩により、国司が荒田を過分に申告する虚偽の報告をしたため、10分の1までを無条件で公認し、取り締まったものである。過分不堪の場合は、太政官での裁定が必要とされた。太政官が天皇に不堪佃田の数を奏上することを不堪佃田奏という。